# Liste de personnalités ayant vécu dans le 7e arrondissement de Paris

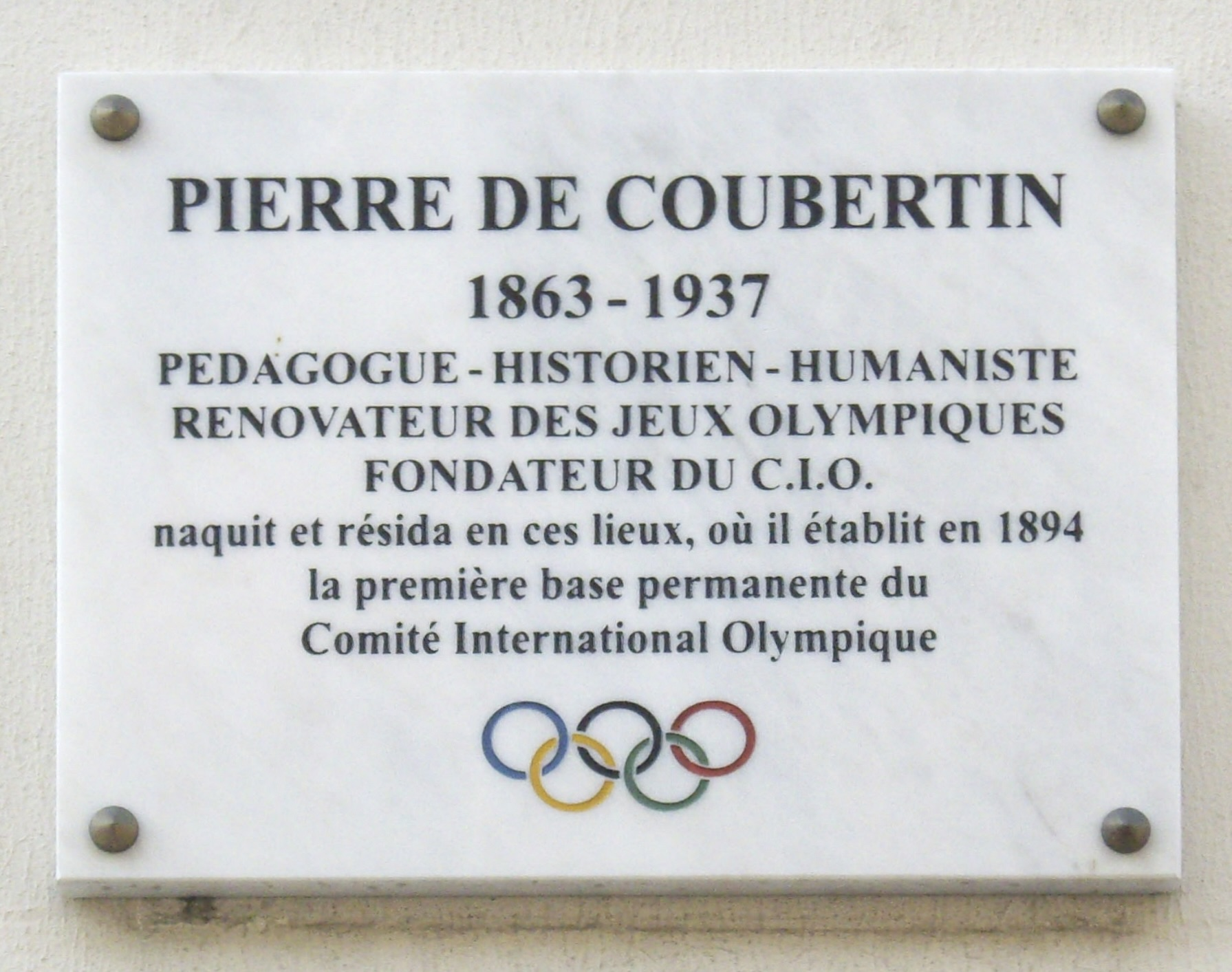
Plaque à la mémoire de Pierre de Coubertin au 20, rue Oudinot

Cette liste recense, par ordre chronologique et par catégories, des personnalités ayant vécu dans le 7e arrondissement de Paris. Elle ne prend pas en compte les adresses actuelles des personnalités qui résident dans cet arrondissement.

## Personnalités du XVIIe siècle
- D'Artagnan, mousquetaire du roi, rue du Bac

## Personnalités du XVIIIe siècle
- Paul Barras, homme politique, rue du Bac
- Pierre-Simon de Laplace, mathématicien, rue du Bac
- Lefranc de Pompignan, poète, rue Monsieur
- Augustin-Joseph de Mailly, maréchal de France, quai Voltaire
- Mme Tallien, femme politique, rue de Chanaleilles
- Dominique Vivant Denon, écrivain, quai Voltaire
- Voltaire, écrivain, quai Voltaire

## Personnalités du XIXe siècle
- Jules Barbey d’Aurevilly, écrivain, rue Rousselet
- Charles Baudelaire, poète, quai Voltaire
- Louise-Adélaïde de Bourbon-Condé, religieuse, rue Monsieur
- Henri Chapu, sculpteur, cité Vaneau
- François-René de Chateaubriand, écrivain, rue du Bac
- François Coppée, poète, rue Oudinot
- Jean-Baptiste Corot, peintre, quai Voltaire
- Georges Darien, écrivain, rue du Bac
- Guillaume Dupuytren, chirurgien, rue Monsieur
- Eugène Delacroix, peintre, quai Voltaire
- Joseph Fouché, homme politique, quai Voltaire
- Joseph Gratry, prêtre et philosophe, rue Barbet-de-Jouy
- Samuel Hahnemann, fondateur de l'homéopathie, rue des Saints-Pères
- Ingres, peintre, quai Voltaire
- Maurice Joly, journaliste, quai Voltaire
- David Lévi Alvarès, (1794-1870) professeur et pédagogue
- Patrice de Mac Mahon, maréchal de France et homme politique, boulevard Raspail
- Karl Marx, théoricien du communisme, rue de Lille et rue Vaneau
- Prosper Mérimée, écrivain, rue de Lille
- Charles de Montalembert, historien et homme politique, rue du Bac
- Camille Pissarro, peintre, quai Voltaire
- Ernest Renan, historien et philologue, rue Vaneau
- Jules Romains, écrivain, rue de Solférino
- Mme de Staël, essayiste, rue du Bac
- Stendhal, écrivain, rue de Lille
- Alexis de Tocqueville, théoricien de la démocratie, rue de Verneuil
- Charles Vernier, dessinateur et lithographe, rue de Grenelle
- Louis Veuillot, journaliste, rue du Bac
- Richard Wagner, compositeur, quai Voltaire
- Oscar Wilde, écrivain, quai Voltaire
- James Whistler, peintre, rue du Bac

## Personnalités du XXe siècle
- Marc Allégret, cinéaste, rue Vaneau
- Louis Aragon, poète et romancier, rue de Varenne
- Charles de Beistegui, collectionneur, rue de Constantine
- Pierre Berès, libraire et éditeur, rue Barbet-de-Jouy
- Paul Bourget, romancier, rue Barbet-de-Jouy
- Paul Bowles, écrivain, quai Voltaire
- Marcel Brion, écrivain, rue du Bac
- Albert Camus, écrivain, prix Nobel, rue de Chanaleilles
- Alexis Carrel, biologiste, prix Nobel, avenue de Breteuil
- Boni de Castellane, mondain et homme politique, place du Palais-Bourbon
- René Char, poète, rue de Chanaleilles
- Pierre de Coubertin, fondateur du Comité international olympique, rue Oudinot
- Maurice Couve de Murville, homme politique, rue du Bac
- Jean-Louis Curtis, écrivain, rue Vaneau
- Jean Daniélou, sj, théologien et cardinal, rue Monsieur
- Lucie Delarue-Mardrus, femme de lettres, quai Voltaire
- Max Ernst, peintre et sculpteur, rue de Lille
- Alfred Fabre-Luce, journaliste, place du Palais-Bourbon
- Léon-Paul Fargue, poète, place Léon-Paul-Fargue
- Edgar Faure, homme politique, rue de Grenelle
- Daisy Fellowes, mondaine et romancière, rue de Lille
- Léo Fontan, peintre, rue de Verneuil
- Suzanne Gabriello, chansonnière, avenue Charles-Floquet
- Serge Gainsbourg, auteur-compositeur et chanteur, rue de Verneuil[1]
- Matthieu Galey, écrivain, rue Vaneau
- Romain Gary, écrivain, rue du Bac
- André Gide, écrivain, rue Vaneau
- Julien Green, écrivain, rue de Varenne, rue Vaneau
- Joris-Karl Huysmans, écrivain, rue Monsieur
- André Jolivet, compositeur, rue de Varenne
- James Joyce, écrivain, boulevard Raspail
- Jeanne Lanvin, grande couturière, rue Barbet-de-Jouy
- G. Lenotre, historien, rue Vaneau
- Henri de Lubac, sj, théologien et cardinal, avenue de Breteuil
- André Malraux, écrivain, rue du Bac
- François Marty, cardinal archevêque de Paris, rue Barbet-de-Jouy
- Nancy Mitford, romancière, rue Monsieur
- Henry de Montherlant, écrivain, avenue de Villars, quai Voltaire
- Arthur Mugnier, prêtre, rue Las-Cases
- Irène Némirovsky, romancière, avenue Daniel-Lesueur
- Stavros Niarchos, armateur, rue de Chanaleilles
- Éliane Petit de La Villéon, artiste peintre, graveur et sculptrice, boulevard de la Tour-Maubourg
- Christian Pineau, homme politique, rue Vaneau
- Ezra Pound, poète, rue de Beaune
- Rainer Maria Rilke, poète, rue de Varenne
- Jules Rimet, fondateur de la Coupe du monde de football, rue de Grenelle[2]
- Auguste Rodin, sculpteur, rue de Varenne
- Marc Sangnier, homme politique, boulevard Raspail
- Romy Schneider, comédienne, rue Barbet-de-Jouy
- Misia Sert, pianiste, quai Voltaire
- Jean Sibelius, compositeur, quai Voltaire
- Cécile Sorel, comédienne, quai Voltaire
- Pierre Teilhard de Chardin, sj, théologien, rue Monsieur
- Georges Van Parys, compositeur, rue de Chanaleilles
- Dina Vierny, collectionneuse, rue de Grenelle
- Edith Wharton, romancière, rue de Grenelle
- Richard Wright, écrivain, rue de Lille
- Marie Berton-Maire, artiste-peintre, sculptrice et dessinatrice, Rue de Grenelle

## Personnalités du XXIe siècle
- Christian Bourgois, éditeur, rue du Bac
- Jérôme Cahuzac, chirurgien et homme politique, avenue de Breteuil, rue Barbet-de-Jouy
- Leïla Chahid, femme politique, rue Barbet-de-Jouy
- Claire Chazal, journaliste, rue Barbet-de-Jouy
- Jacques Chirac, président de la République française, quai Voltaire
- Geneviève Dormann, romancière, rue de Poitiers
- Suzanne Flon, comédienne, rue Vaneau
- Claude Frikart, évêque,  avenue de Breteuil
- Bernard Giraudeau, comédien, avenue de Breteuil
- Juliette Gréco, chanteuse, rue de Verneuil
- Mick Jagger, musicien, rue Sébastien-Bottin
- Jean-Luc Lagardère, chef d'entreprise,  rue Barbet-de-Jouy
- Karl Lagerfeld, grand couturier, quai Voltaire
- Jean-Marie Lustiger, cardinal archevêque de Paris, rue Barbet-de-Jouy
- Philippe Noiret, comédien, rue de Bourgogne
- Maurice Pialat, cinéaste, rue Rousselet[3]
- Hélène Rochas, chef d'entreprise, rue Barbet-de-Jouy
- Dominique Rolin, romancière, rue de Verneuil
- Yves Saint Laurent, grand couturier, rue de Babylone
- Xavier Tilliette, sj, philosophe, rue Monsieur
- Serge Venturini, poète, rue Rousselet
- Robert Zellinger de Balkany, chef d'entreprise, rue de Varenne
- Gad Elmaleh, humoriste,  rue des saints-pères
- Sonia Rykiel, créatrice de mode,  rue des saints-pères